# Lonchopria luteipes
Lonchopria luteipes är en biart som först beskrevs av Heinrich Friese 1916.  Lonchopria luteipes ingår i släktet Lonchopria och familjen korttungebin. Inga underarter finns listade i Catalogue of Life.